# Chamarrita
La chamarrita es un estilo musical folklórico de la música litoraleña, particularmente popular en las provincias de Entre Ríos y parte de Corrientes, en Argentina, en Uruguay, en Río Grande del Sur, algunos pueblos en el sur de Brasil y en la Patagonia chilena. 
Parece mostrar cierto ingrediente afro y un evidente parentesco rítmico con la milonga.
El musicólogo brasileño Renato Almenida considera que es original de las islas Azores, donde conserva el nombre de chamarrita. Luego, fue introducida en Brasil por inmigrantes de estas islas y desde allí pasó al litoral argentino y a Uruguay. 
En Río Grande del Sur es más conocida como chimarrita, en su doble condición de danza y canto, siendo muy apreciada en los Centros de Tradiciones Gauchas.
Jesús López Flores anota el antecedente de la zamarra, danza de baile enlazado, semejante a la milonga. 
Vicente Rossi la denomina simarrita y admite el ingrediente afro en su estructura musical.
Su danza es de pareja suelta en conjunto y de movimiento vivo. En ella, las parejas coordinan sus movimientos.

## Coreografía
La chamarrita es una danza de pareja enlazada e independiente sin coreografía determinada como el chamamé y la polca. Es decir, no se define una coreografía sino que se pueden realizar pasos de diferentes maneras y en diferente orden (también como el huayno y el carnavalito). Se baila tomados en posición enlazada cerrada y a veces en rondas grupales.
- Datos: Q5069474